# Pierre Félix
Dr Pierre Félix – francuski kierowca wyścigowy.

## Kariera wyścigowa
W swojej karierze wyścigowej Félix poświęcił się startom w wyścigach Grand Prix oraz w wyścigach samochodów sportowych. W latach 1931-1932 Francuz był klasyfikowany w Mistrzostwach Europy AIACR. W pierwszym sezonie startów z dorobkiem szesnastu punktów uplasował się na szesnastej pozycji w klasyfikacji generalnej. Rok później uzbierał łącznie dwadzieścia punktów, co mu dało dziewiąte miejsce w końcowej klasyfikacji kierowców. Jego najwyższą pozycją w wyścigach Grand Prix jest czwarte miejsce w Grand Prix Picardy w 1932 roku.
W 1934 roku Francuz dołączył do stawki 24-godzinnego wyścigu Le Mans w klasie 3. Jednak nie osiągał linii mety.